# Try It Before You Buy It
Try It Before You Buy It è un album di Mike Bloomfield. Venne registrato nel 1973 (al "Columbia Studios" di San Francisco, CA) ma la Columbia Records lo pubblicò solo nel 1975 in pochissime copie (come promo), fu solo nel 1990 che fu ristampato su CD a cura della One Way Records, mentre un'altra ristampa fu realizzata dalla Legacy Records nel 2009.

## Tracce
1. Been Treated Wrong – 5:11
2. When It All Comes Down – 3:12
3. Lights Out – 1:53
4. Baby Come On – 3:51
5. Shine on Love – 4:57
6. When I Get Home – 4:31
7. Try It Before You Buy It – 3:49
8. Midnight on the Radio – 2:58
9. Your Friends – 6:58
10. Tomorrow Night – 2:12
11. Let Them Talk – 5:25

## Musicisti
- Mike Bloomfield - chitarra, organo
- Mike Bloomfield - voce (brani 1, 3, 4 & 10)
- Nick Gravenites     - voce (brani 2, 8 & 9)
- Roger Troy          - voce (brani 5, 6 & 11)
- Ron Stallings       - voce (brano 7)
- Mark Naftalin       - pianoforte, vibrafono, marimba, accordion, trombone
- Barry Goldberg  - organo
- Howard Whales       - tastiere
- Jimmy Vincent       - chitarra ritmica
- Mel Graves          - sassofono tenore
- Harry Mann          - sassofono alto
- Hart McNee          - sassofono baritono
- Ron Stallings       - sassofono
- John Wilmeth        - tromba
- Chuck Bennett       - trombone
- Roger Troy          - basso
- George Rains        - batteria
- George Marsh        - batteria

The Singers from the Church of God in Christ
- Joe Bullock         - accompagnamento vocale
- Ollie Griffin       - accompagnamento vocale
- Tommy Tony          - accompagnamento vocale